# John M. Lounge
Mike Lounge (* 28. Juni 1946 in Denver, Colorado; † 1. März 2011 in Houston, Texas) war ein US-amerikanischer Astronaut.

## Ausbildung
Lounge erhielt 1969 einen Bachelor von der United States Naval Academy und 1970 einen Master in Astrogeophysik von der University of Colorado at Boulder.
Lounge ging 1969 zur United States Navy, wo er auch zum Marineflieger ausgebildet wurde. Er war neun Monate an Bord des Flugzeugträgers Enterprise stationiert und flog dabei insgesamt 99 Kampfeinsätze im Vietnamkrieg. Nach einer weiteren siebenmonatigen Stationierung auf dem Flugzeugträger America im Mittelmeer kehrte er 1974 an die U.S. Naval Academy als Ausbilder für Physik zurück. 1976 wurde er zum Navy Space Project Office nach Washington, D.C. versetzt. 1978 schied er aus der Navy aus.

## Astronautentätigkeit
Seit Juli 1978 war Lounge als Ingenieur am Johnson Space Center beschäftigt. Nach einer vergeblichen Bewerbung für die achte Astronautengruppe wurde er im Mai 1980 von der NASA als Astronautenanwärter mit der neunten Gruppe ausgewählt. Anschließend war er Mitglied der Unterstützungsmannschaften für die ersten drei Shuttle-Missionen STS-1, STS-2 und STS-3 am Kennedy Space Center. Von 1989 bis 1991 war er Leiter des Space Station Support Office, einem Büro, das die Interessen der Raumfahrer beim Bau und dem Betrieb der Internationalen Raumstation vertritt.

### STS-51-I
Am 27. August 1985 startete Lounge als Missionsspezialist mit der Raumfähre Discovery zu seinem ersten Flug ins All. Die fünfköpfige Besatzung brachte drei Kommunikationssatelliten in eine Umlaufbahn. Außerdem wurde ein mit der Mission STS-51-D ausgesetzter defekter Satellit eingefangen, repariert und wieder ausgesetzt. Dazu wurden zwei Weltraumausstiege von seinen Astronautenkollegen James van Hoften und William Fisher durchgeführt.

### STS-61-F
Im Mai 1985 wurde Lounge als Missionsspezialist für die Mission STS-61-F nominiert. Die Raumfähre Challenger hätte im Mai 1986 die Sonnensonde Ulysses in den Weltraum bringen und mit einer Centaur-Oberstufe auf Kurs bringen sollen. Die Mission wurde nach der Challenger-Katastrophe jedoch abgesagt.

### STS-26
Am 29. September 1988 startete Lounge als Missionsspezialist mit der Raumfähre Discovery erneut ins All. Nach einer Unterbrechung von über zweieinhalb Jahren, verursacht durch die Challenger-Katastrophe, wurde das Shuttle-Programm mit dieser Mission wieder aufgenommen. Neben der Durchführung einer Vielzahl von Experimenten aller Art setzte die Mission den Kommunikationssatelliten TDRS-3 aus. Die Landung erfolgte planmäßig in Edwards AFB, Kalifornien.

### STS-35
Am 2. Dezember 1990 startete Lounge als Missionsspezialist mit der Raumfähre Columbia ins All. Bei diesem Flug kam es zu Startverzögerungen, so dass das erste Mal in der Geschichte zwei Space Shuttles startbereit auf den Startrampen gegenüberstanden. Hauptziel der Mission waren astronomische Beobachtungen mit den Geräten der ASTRO-1-Plattform im Bereich der UV- und Röntgenstrahlen. Während der Mission gab es einige technische Probleme, so funktionierten zum Beispiel die Displays zum Ausrichten der ASTRO-1-Teleskope nicht. Die Teleskope mussten deshalb von der Erde aus gesteuert werden. Die wissenschaftlichen Ziele konnten aber trotzdem zu etwa 70 Prozent erreicht werden.

## Nach der NASA
Im Juni 1991 schied Lounge aus der NASA aus und wurde Direktor für Space Shuttle and Space Station Program Development für Boeing – NASA Systems. Später wurde er Vizepräsident der Spacehab Company.

## Privates
John Lounge war verheiratet und Vater von drei Kindern.

## Tod
Am 1. März 2011 verstarb John Lounge an den Folgen einer Leberkrebserkrankung.